# 그날 오후: 지는 해를 보기 싫었다
《그날 오후: 지는 해를 보기 싫었다》(영어: That Evening Sun)는 2009년 미국의 드라마 영화로, 윌리엄 게이가 쓴 단편 소설 〈지는 해를 보기 싫었다〉(I Hate to See That Evening Sun Go Down)를 원작으로 제작되었다. 감독은 스콧 팀스이고, 핼 홀브룩, 레이 매키넌, 월턴 고긴스, 미아 바시코프스카, 캐리 프레스턴, 배리 코빈 등이 출연했다. 딕시 카터의 마지막 출연작이다.

## 줄거리
인생의 반려자인 아내가 죽자 애브너 미첨도 아들의 배려 속에 양로원에 보내졌다. 죽음을 기다리며 세월을 보내는 양로원의 무료한 일상을 참을 수 없었던 애브너는 훌쩍 양로원을 빠져나온다.
그러나 본인의 집으로 간 애브너는 아들의 지인인 론조 초트 가족이 들어와 살고 있으며 사랑하는 아내와의 모든 추억이 담긴 가재도구며 집기까지 쓰고 있는 것을 발견한다. 아들이 법적 후견인 자격으로 농장과 집을 론조에게 임대해 준 것이다.
한평생을 살아 온 집 안에 발도 들이지 못하는 처지가 되자 애브너는 아들에게 연락을 하여 이들의 퇴거를 명령하지만 변호사인 아들은 법적 문제를 들먹이며 현실적이고 타산적인 논리만을 앞세운다. 아들은 빈집에서 노인 혼자 지내는 생활이 아들로서 불안하다면서 애브너를 양로원으로 다시 보내려 한다.

## 출연진
- 핼 홀브룩 - 애브너 미첨 역
- 레이 매키넌 - 론조 초트 역
- 월턴 고긴스 - 폴 미첨 역
- 미아 바시코프스카 - 패멀라 초트 역
- 캐리 프레스턴 - 루디 초트 역
- 배리 코빈 - 설 체서 역
- 딕시 카터 - 엘런 미첨 역